# Wilhelm Berlin
Wilhelm Berlin (Colonia, 28 aprile 1889 – Amburgo, 15 settembre 1987) è stato un generale tedesco della Wehrmacht durante la seconda guerra mondiale.

## Biografia

### La prima guerra mondiale
Il 12 marzo 1909, Berlin entrò nell'esercito imperiale tedesco nel 14º reggimento artiglieria a piedi del Baden. Dal 1º ottobre 1910 al gennaio del 1914, venne assegnato alla scuola di artiglieria e ingegneria di Berlino-Charlottenburg. Dal 1º febbraio al 1º agosto 1914, Berlin frequentò l'Accademia Tecnica Militare che dovette interrompere prematuramente allo scoppio della prima guerra mondiale.
Dopo la mobilitazione generale, Berlin prestò servizio come ufficiale dei servizi segreti tedeschi sino al 25 agosto 1914, venendo quindi assegnato come ufficiale presso il comando della fortezza di Strasburgo. In seguito, dal 2 settembre 1914, passò allo staff dello stato maggiore del XV corpo di riserva. Berlin lasciò il servizio presso lo staff il 30 aprile 1915 quando venne nominato comandante di una batteria di mortai. Dopo due mesi divenne comandante di compagnia della 3ª batteria del suo reggimento, venendo impiegato sul fronte orientale sino al 25 settembre 1915. Successivamente, il suo reggimento venne ricollocato sul fronte occidentale ove rimase sino al 1916. Il 2 giugno di quell'anno venne nominato aiutante d'artiglieria nell'8º reggimento. Dal 10 al 15 settembre 1917, Berlin completò un corso alla Heeresgasschule di Berlino e quindi tornò al fronte. Dal 25 luglio al 1º agosto 1918, Berlin comandò temporaneamente il 2º battaglione dell'88º reggimento di fanteria. Si dimise dall'esercito a seguito dell'armistizio di Compiègne col grado di capitano.

### Dal Reichswehr alla Wehrmacht
Dopo la smobilitazione generale dell'esercito tedesco, decise di rimanere in servizio come volontario nel Freikorp locale, rimanendo a Berlino sino al 21 marzo 1919. Poco dopo, il 18 aprile 1919, Berlin decise di passare a Reichswehr della Repubblica di Weimar e divenne comandante di batteria nel 13º reggimento di artiglieria. Lo lasciò di nuovo questo incarico nel settembre 1919 per diventare capo della 2ª divisione delle batterie d'artiglieria di Berlino. Il 1º dicembre 1919 (con effetto dal 1º ottobre 1919) Berlin venne nominato comandante della 2ª batteria. Il 22 settembre 1920, Berlin venne trasferito al 13º reggimento di artiglieria e dall'aprile 1921 portò a compimento un corso di addestramento presso il V distretto militare, terminandolo il 19 luglio di quello stesso anno. Frequentò quindi un corso di addestramento per Rittmeister presso la scuola di cavalleria di Hannover.
Successivamente fece ritorno al suo reggimento, dove venne compreso nuovamente nel servizio attivo come comandante della 2ª batteria del 5º reggimento di artiglieria. Nel giugno del 1925, Berlin frequentò un corso di tiro d'artiglieria presso la scuola di fanteria a Senne, riprendendo poi le proprie funzioni regolari. Il 1º marzo 1926 venne trasferito allo staff della 1ª divisione del 5º reggimento di artiglieria. Da gennaio a fine luglio del 1927, Berlin lavorò come insegnante presso la scuola di artiglieria di Jüterbog. Tornò quindi al 5º reggimento di artiglieria, nella 1ª batteria (a cavallo). Nell'ottobre di quello stesso anno, Berlin venne assegnato alla 1ª divisione di artiglieria del suo reggimento. Dal 22 agosto 1929 sino al 30 settembre 1930, frequentò e completò un corso di protezione dall'uso dei gas in guerra a Berlino. Il 1º novembre 1930 venne promosso maggiore.
Con effetto dal 1º ottobre 1930, Berlin lasciò il 5º reggimento di artiglieria e venne assegnato al Ministero della Guerra come funzionario. Da ottobre a novembre del 1933, prese parte ad un corso di formazione per ufficiali di artiglieria divenendo a partire dal 1º ottobre 1934, comandante del II dipartimento del reggimento di artiglieria di Jüteborg. Il 1º maggio di quello stesso anno era stato nominato tenente colonnello, ricevendo il brevetto di colonnello nel 1936. Il 12 ottobre 1937 divenne comandante del 33º reggimento di artiglieria.

### La seconda guerra mondiale
Berlin prese parte alla campagna in Polonia con il 33 ° reggimento di artiglieria. Dopo la fine di quest'operazione, Berlin divenne comandante del 101º reggimento di artiglieria presso la scuola di guerra di Potsdam. Prese parte quindi alla campagna militare sul fronte occidentale in Francia, ma venne nuovamente assegnato alla scuola di artiglieria poco dopo. Il 30 ottobre 1940 venne nominato comandante della scuola di artiglieria II a Jüterbog, mantenendo tal posizione sino a metà maggio del 1943. Trasferito in riserva, divenne comandante della 58ª divisione di fanteria con effetto dal 1º maggio 1943, rappresentando ufficialmente il tenente generale Karl von Graffen che si trovava in congedo. A quel tempo, la 58ª divisione di fanteria si trovava presso l'area di Demyansk, sul fronte orientale. Il 24 agosto 1943, tuttavia, Berlin venne nominato comandante della 227ª divisione di fanteria con la quale si pose proprio di fronte a Leningrado, prendendo parte al blocco della città.
Nel febbraio del 1944, la 227ª divisione di fanteria venne spostata presso la Narva. In riconoscimento dei meriti conseguiti sul campo e con la sua divisione, già menzionato nel rapporto della Wehrmacht del 12 febbraio 1944, per gli sforzi bellici e le abilità tattiche dimostrate nelle battaglie di Wolossowo e Jamburg, Berlin ricevette la croce di cavaliere della Croce di Ferro. Con effetto dal 15 febbraio 1944, a Berlin venne affidata la guida della divisione dell'esercito presente a Narva, ma mantenne questa posizione solo per pochi mesi. L'11 maggio 1944, Berlin divenne vicecomandante del XXVI Armeekorps. Il 10 luglio 1944, tuttavia, venne posto in riserva. Ripreso servizio il 27 febbraio 1945, pur mantenendo la sua posizione precedente, gli venne affidato il comando dell'Orderfront. Catturato dai militari statunitensi, venne liberato il 3 luglio 1947.